# Lekso Kaulashvili

a Compétitions nationales et continentales officielles uniquement.

b Matchs officiels uniquement.
Dernière mise à jour le 1 avril 2025.
Lekso Kaulashvili, né le 27 août 1992 à Tbilissi (Géorgie), est un joueur international géorgien de rugby à XV évoluant au poste de pilier à la Section paloise.

## Biographie

### Carrière en club

#### Stade rochelais (2013-2018)
Lekso Kaulashvili rejoint le centre de formation du Stade rochelais en 2013, ce qui lui permet d'avoir le statut de JIFF (Joueur Issu de la Formation Française). Il dispute son premier match avec l'équipe professionnelle très vite, le 22 décembre 2013, lors de la saison 2013-2014 de Pro D2, face au Lyon OU, en remplaçant Uini Atonio à la 65e minute. Il est titularisé pour la première fois la même saison le 13 avril 2014 face au SU Agen au Stade Armandie.
L'année suivante, le Stade rochelais est promu en Top 14 et il devient un titulaire indiscutable à son poste. Il prolonge son contrat jusqu'en 2018. Il inscrit son premier essai en pro le 1er novembre 2014 face au Montpellier Hérault rugby.
Mais au fil des années, il perd du temps de jeu à la suite des arrivées de Vincent Pelo, Mohammed Boughanmi et de Dany Priso. 
En 2017, son contrat expirant à la fin de l'année et en manque de ton temps de jeu, il décide de partir pour un autre club de Top 14, l'Union Bordeaux Bègles. Il profite notamment des départs de Jean-Baptiste Poux et de Sébastien Taofifenua.
En cinq saisons sous les couleurs de La Rochelle, il aura disputé 80 matchs et inscrit 4 essais.

#### Union Bordeaux Bègles (2018-2024)
Il est titulaire dès la 1re journée de la saison 2018-2019 de Top 14 face à la Section paloise. Après avoir disputé le sept premiers matchs de championnat de la saison, il se blesse gravement aux cervicales face à l'USA Perpignan en Challenge européen le 20 octobre 2018 et il voit sa saison terminée.
Il fait son retour à la compétition la saison suivante, le 7 septembre 2019 en Top 14 face au Castres olympique en tant que remplaçant.
En septembre 2020, il prolonge son contrat jusqu'en juin 2024.
Il dispute son 100e match avec l'UBB le 29 octobre 2023 face au Stade toulousain. Le 25 novembre 2023, il se blesse au doigt face à Perpignan et manque trois mois de compétition. Il fait son retour à la compétition fin mars 2024. Il ne participe pas à la finale perdue de Top 14 le 28 juin 2024. Au total, il aura disputé 110 matchs avec l'UBB toutes compétitions confondues et inscrit 4 essais. 

#### Section paloise (depuis 2024)
Libre de tout contrat en juin 2024, il s'engage jusqu'en juin 2027 avec la Section paloise. Il manque le début de la saison 2024-2025 en raison d'une entorse à la cheville contractée lors du match de préparation face à l'Union Bordeaux Bègles et manque deux mois de compétitions. Le 21 novembre 2024, il quitte officiellement l'infirmerie juste avant la 10e journée de championnat. Il dispute son premier match de la saison le 23 novembre 2024 au GGL Stadium face au Montpellier Hérault rugby en tant que titulaire. Le 28 novembre 2024, il retourne à l'infirmerie pour une nouvelle blessure juste avant la réception du Lyon OU.

## Palmarès
- Finaliste du Championnat de France en 2024 avec l'Union Bordeaux Bègles.